# الريان (الرياض)
حي الريان أحد أحياء شرق مدينة الرياض، يقع بين مخرج 13 و14 في الطريق الدائري الشرقي في مدينة الرياض
وهو حي، هادئ جدا مقارنة بأحياء شرق مدينة الرياض ومن أبرز معالم هذا الحي:
مستشفيات
- مستشفى سليمان الحبيب الطبي
- مستشفى رعاية الرياض (التأمينات سابقا)
- مستوصف الريان

مطاعم
- مطعم فوركيتا (إيطالي)
- مطعم هارديز
- كرسبي كريم
- دانكن دونت

أخرى
- مكتبة جرير
- مدارس التربية النموذجية الأهلية